# تدهور وتقهقر التربة

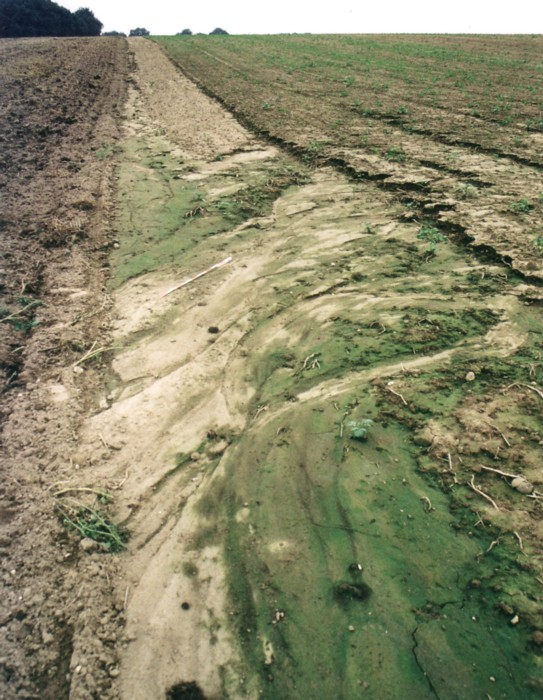

تدهور وتقهقر التربة هما عمليتا تطور تراجعي مرتبطان بخسارة التوازن في التربة المستقرة. السبب الأولي لتقهقر التربة هو تعرية التربة، ويتوافق مع الظاهرة التي يعيد فيها تتالي عمليات التعرية التربة إلى طبيعتها الأصلية. التدهور هو عملية تطورية، نوع مختلف من عمليات التطور الطبيعية المتعلقة بالمناخ والغطاء النباتي. ينجم عن استبدال المجتمعات النباتية الأولية (المعروفة باسم مجتمعات الذروة) بمجتمعات ثانوية. يغير هذا الاستبدال من تركيبة الدبال وكميته، ويؤثر على تشكل التربة، ويتعلق بشكل مباشر بالنشاط البشري. قد ينظر إلى تدهور التربة على أنه أي تغير أو اضطراب بيئي يحدث للتربة يمكن اعتباره ضارًا أو غير مرغوب فيه.
في بداية تشكل التربة، تُستعمَر النتوءات على الصخور العارية من قبل الأنواع الرائدة (الأشنيات والحزازيات). وتعقبها النباتات العشبية، والشجيرات، وأخيرًا الغابات. على موازاة ذلك، يتشكل الأفق الأول الحاوي على الدبال (الأفق أ)، ويتبعه بعض الآفاق المعدنية (الآفاق ب). تتميز كل مرحلة تعاقبية بعلاقة معينة بين التربة أو الغطاء النباتي والبيئة، ويعرِّف ذلك نظامًا بيئيًا.
بعد وقت معين من التطور المتوازي بين التربة والغطاء النباتي، تنشأ حالة توازن مستقر. يدعو بعض علماء البيئة هذه المرحة من التطور بالذروة ويدعوها آخرون بالإمكانات الطبيعية. التعاقب هو التطور المتجه نحو الذروة. بغض النظر عن تسميتها، مرحلة التوازن للتعاقب الأولي هي أعلى شكل طبيعي للتطور التي يمكن أن تنتجها العوامل البيئية.
تمتلك دورات تطور الترب فترات متباينة في مدتها بشكل كبير، من عشرات ومئات وآلاف السنين بالنسبة للترب سريعة التطور (الأفق أ فقط)، إلى أكثر من مليون سنة بالنسبة للترب بطيئة التطور. قد تحقق التربة نفسها عدة ظروف تعاقبية مستقرة خلال حياتها، كما يظهر في سلسلة نظام الغابة القزمية البيئي (غابة بيغمي) في مقاطعة ميندوسينو (كاليفورنيا). تصل الترب بشكل طبيعي إلى حالة الإنتاجية العالية، التي تنحدر منها بشكل طبيعي عندما تزاح العناصر المعدنية من نظام التربة. وبالتالي تكون الترب القديمة أكثر عرضة للتقهقر والتدهور.

## العوامل البيئية المؤثرة على تشكل التربة
يوجد نوعان من العوامل البيئية المؤثرة على تطور التربة (من خلال التبدل والتدبُّل). هذان العاملان هامان جدًا لتفسير تطور الترب القصير الأمد.
- النوع الأول من العوامل هو المناخ العام للمنطقة والغطاء النباتي الموجود فيها (الموطن البيئي).
- النوع الثاني من العوامل هو أكثر محليةً، ويرتبط بالصخر الأم أو بالتصريف المحلي. يفسر هذا النوع من العوامل ظهور الاتحادات المتخصصة (مثل مستنقعات الخُث).

## اضطراب توازن التربة
عندما تصل التربة إلى حالة التوازن، التي تتميز بذروة النظام البيئي، تميل للحفاظ على ثباتها مع مرور الزمن. يقدم الغطاء النباتي الموجود على التربة الدبال ويضمن الدوران الصاعد للمواد، ويحمي التربة من التعرية بلعبه دور الحاجز (على سبيل المثال، الحماية من الماء والرياح). يمكن أن تقلل النباتات من التعرية عن طريق ربط جزيئات التربة مع جذورها.
يسبب الاضطراب في حالة الذروة التقهقر، ولكن يبدأ عادة تعاقب ثانوي بتوجيه تطور النظام البيئي بعد ذلك الاضطراب. يكون التعاقب الثانوي أسرع من الأولي لأن التربة تكون قد تشكلت، رغم كونها متدهورة وبحاجة للإصلاح أيضًا.
رغم ذلك، عندما يحدث تدمير كبير للغطاء النباتي (ذو منشأ طبيعي مثل انهيارات التربة أو من منشأ بشري)، يكون الاضطراب الذي يخضع له النظام البيئي شديد الأهمية. في هذه الحالة الأخيرة، تكون التعرية مسؤولة عن تدمير الأفق السطحي للتربة، وتكون السبب في حدوث ظاهرة الارتداد إلى الحالة الرائدة. تدعى هذه الظاهرة بالتقهقر ويمكن أن تكون جزئية أو كلية (في هذه الحالة، لا يتبقى شيء فيما عدا الصخور العارية). على سبيل المثال، يمكن أن تؤدي تعرية أرض مائلة معرضة للأمطار الغزيرة إلى تدمير كلي للتربة. يمكن أن يعدل الإنسان بشكل جذري عملية تطور الترب عن طريق الفعل المباشر والعنيف، مثل إزالة الغابات والقطع الجائر ومراعي الغابة ونبش فرشة الغابة. يستبدل الغطاء النباتي لمجتمع الذروة بشكل تدريجي وتتغير خصائص التربة (على سبيل المثال، استبدال غابات الأشجار متساقطة الأوراق بأشجار براح المرتفعات أو بالصنوبريات). يرتبط التقهقر عادةً بممارسات بشرية قديمة جدًا.

## تأثير النشاط البشري
تُعتبر تعرية التربة العامل الرئيسي لتدهور التربة، ويُعزى إلى آليات عدة منها: تعرية الرياح والمياه، والتدهور الكيميائي والفيزيائي.
ترتبط التعرية بالنشاط البشري بشدة. على سبيل المثال، تؤدي الطرقات التي تزيد من مساحة السطوح الغير نفاذة إلى الفيضان وخسارة الأرض. تزيد الزراعة من تعرية التربة أيضًا (مثل زيادة مساحة الحقل المرتبطة بالسياج النباتي وإزالة المصارف). تتراجع المروج أمام الأراضي المحروثة. وتتزايد مساحات المحاصيل الربيعية (دوار الشمس، والذرة، والشمندر) لتترك الأرض عارية في الشتاء. بينما تجتاح النباتات المتسلقة الأراضي المنحدرة تدريجيًا. أخيرًا، يترك استخدام مبيدات الأعشاب الأراضي عارية في الفترات التي تفصل بين المحاصيل. تزيد بعض الممارسات الثقافية الجديدة، مثل المكننة، خطر تعرية التربة أيضًا. يدمر استخدام السماد المعدني (غير العضوي) بدلًا من السماد العضوي التربة أيضًا. لاحظ العديد من العلماء انخفاضًا تدريجيًا في مقدار المادة العضوية في التربة، بالإضافة إلى ملاحظتهم انخفاضًا في نشاط التربة البيئي (فيما يخص علاقتها بالاستخدامات الكيميائية على وجه التحديد). أخيرًا، يُعتبر التصحر، على وجه الخصوص، مسؤولًا عن تدهور تربة الغابات.
تزيد الزراعة من خطر التعرية لأنها تسبب اضطراب الغطاء النباتي عن طريق:
- الرعي الجائر
- الزراعة الأحادية
- زراعة المحاصيل في صفوف
- العزيق أو الحراثة
- إزالة المحاصيل
- تحويل الأراضي

## عواقب تراجع التربة وتدهورها
- التأثيرات على الإنتاجية: وضعت الزيادات المؤخرة في تعداد السكان عبئًا كبيرًا على أنظمة التربة حول العالم. يستخدم الآن أكثر من 6 مليارات شخص ما يقرب 38% من مساحة الأراضي على سطح الأرض لزراعة المحاصيل وتربية الماشية. تعاني العديد من الترب من مختلف أنواع التدهور، التي يمكن أن تقضي بشكل نهائي على مقدرتها على إنتاج موارد الغذاء. يشير التدهور الطفيف إلى أن نقص قدره 10% من الإنتاج، ويشير التدهور المعتدل إلى نقص قدره 10-50% في الإنتاج. توجد الأراضي المتدهورة بشدة في البلدان المتقدمة.[3]
- الكوارث الطبيعية: تكون الكوارث الطبيعية مثل التدفقات الطينية، والفيضانات مسؤولة عن موت العديد من الكائنات الحية كل سنة.
- تراجع جودة المياه: يمكن أن تؤدي الزيادة في عكارة المياه الناتجة عن النيتروجين والفوسفور إلى تخثث المسطحات المائية. تكون جزيئات التربة في المياه السطحية مصحوبة أيضًا بالمُدخلات وببعض الملوثات الصناعية والحضرية والقادمة من الطرقات (مثل المعادن الثقيلة). التأثير البيئي للمُدخلات الزراعية (مثل مبيدات الأعشاب) معروف ولكن يصعب تقييمه بسبب تعدد المركبات وتأثيراتها واسعة الطيف.
- التنوع البيولوجي: قد يشتمل تدهور التربة على اضطراب في مجتمعات الأحياء الدقيقة، واختفاء الغطاء النباتي لمجتمع الذروة وخسارة في موائل الحيوانات، وهذا ما يؤدي إلى خسارة في التنوع الحيوي وانقراض الحيوانات.[4]
- خسارة اقتصادية: تقدر الخسائر الاقتصادية الناجمة عن تدهور التربة بـ 40 مليار دولار أمريكي في السنة. لا يأخذ هذا الرقم في الحسبان العوامل السلبية الخارجية مثل الاستخدام المتزايد الأسمدة وخسائر التنوع الحيوي وفقدان في المناظر الطبيعية الفريدة.[4]